# Derivace mocniny
Pravidlo o derivaci mocniny se používá v infinitezimálním počtu pro derivování funkcí tvaru {\displaystyle f(x)=x^{r}}, kde {\displaystyle r} je reálné číslo. Díky tomu, že derivace je lineární operace na prostoru derivovatelných funkcí, lze toto pravidlo uplatnit při derivování polynomů. Pravidlo o derivování mocniny je základem Taylorových řad protože ukazuje souvislost mocninných řad s derivacemi funkcí.

## Znění
Pokud {\displaystyle f:\mathbb {R} \rightarrow \mathbb {R} } je funkce taková, že {\displaystyle f(x)=x^{r}} a {\displaystyle f} je derivovatelná v {\displaystyle x}, pak,
{\displaystyle f'(x)=rx^{r-1}}

## Integrál mocniny
Pravidlo o integraci mocniny je
{\displaystyle \int \!x^{r}\,dx={\frac {x^{r+1}}{r+1}}+C}
pro jakékoli reálné číslo {\displaystyle r\neq -1}. lze odvodit aplikací základní věty integrálního počtu na pravidlo o derivování mocniny.